# Capitol Reef National Park
Capitol Reef National Park er en nationalpark i den sydlige del af delstaten Utah, USA. Parken blev etableret 18. december 1971 og er på 978,95 km² (160 km lang og relativt smal). Fra maj til september er den mest populære besøgstid for turister, og parken havde 617.208 besøgende i 2009.
Parken ligger omkring den 160 kilometer lange klippefold (monoklin)  Waterpocket Fold, som viser Jordens geologiske lag. Andre naturlige forekomster er monolitter og sandstensklinter. Området er opkaldt efter de hvide  klippekupler af Navajo-sandsten, som ligner United States Capitol-bygningen.
Aktiviteter i parken omfatter blandt andet vandreture, ridning og guidede køreture.  Overnatning og camping i parken kræver tilladelse fra nationalparken på forhånd. 